# Promachus atrox
Promachus atrox là một loài ruồi trong họ Asilidae. Promachus atrox được Bromley miêu tả năm 1940. Loài này phân bố ở vùng Tân Bắc giới.